# Transoxanië

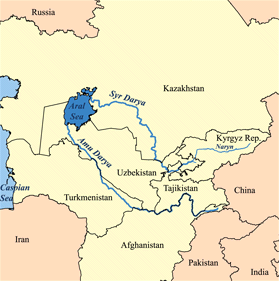
Oxus (Amu Darja) en Jaxartes (Syr Darja)

Transoxanië (Over de Oxus; Oxus is de antieke naam van de rivier Amu Darja) is een historisch land in Centraal-Azië. Het was gelegen tussen de rivieren Oxus en Jaxartes (Syr Darja). Het lag grotendeels in het hedendaagse land Oezbekistan, maar ook gedeeltelijk in zuidelijk Kazachstan, Tadzjikistan en Turkmenistan.
De naam is gegeven door de grote veroveraar Alexander de Grote, die het gebied vanuit het huidige Iran veroverde. Dat wat aan de andere kant van de rivier lag, was dus letterlijk 'over de rivier'.
Belangrijke historische steden in Transoxanië zijn Samarkand en Buchara.